# Bernhard Milt
Bernhard Milt (* 3. November 1896 in Glarus; † 18. März 1956 in Zürich) war ein Schweizer Internist, Medizinhistoriker und Hochschullehrer.

## Leben
Milt war der Sohn des Pfarrers Bernhard Milt (1860–1935), seine Mutter war Clara Milt, geborene Spoerry (1869–1943). Er maturierte am Realgymnasium in St. Gallen und studierte Medizin an der Universität Zürich. 1922 wurde er mit der Dissertation Einfluss der Sterilisation durch partielle Tubenresektion auf die Menstruation und das Geschlechtsleben promoviert. Milt war als Internist in Zürich tätig. 1937 heiratete er Anna Huber (1898–1974).
Er habilitierte sich 1948 mit der Schrift Franz Anton Mesmer und seine Beziehungen zur Schweiz. 1951 wurde Milt ausserordentlicher Professor für Geschichte der Medizin und erster Leiter des Medizinhistorischen Instituts der Universität Zürich, das im selben Jahr gegründet wurde. Es wurde 1988 in „Medizinhistorisches Institut und Museum“ umbenannt. Milt übernahm als Extraordinarius den Lehrstuhl für Medizingeschichte. Nach seinem Tod wurde Erwin Heinz Ackerknecht berufen.

## Schriften (Auswahl)
- Einfluss der Sterilisation durch partielle Tubenresektion auf die Menstruation und das Geschlechtsleben. In: Zeitschrift für die gesamte Neurologie und Psychiatrie. Band 112, 1928, Heft 5, S. 639–660 (Zugleich Dissertation, Universität Zürich), OCLC 71879935.
- F. A. Mesmer. In: Archiv für Geschichte der Medizin. Band 26, 1933, S. 337 ff.
- Beitrag zur Kenntnis der mittelalterlichen Heilkunde am Bodensee und Oberrhein. In: Vierteljahresschrift der naturforschenden Gesellschaft Zürich. Band 85, 1940, S. 263–321.
- Die Entwicklung der Zürcher Naturwissenschaften und ihr Aufschwung durch den Geist von 1848. Fretz, Zürich 1949, OCLC 1332120870.
- Franz Anton Mesmer und seine Beziehungen zur Schweiz: Magie und Heilkunde zu Lavaters Zeit. Antiquarische Gesellschaft, Zürich 1953 (Habilitationsschrift, Universität Zürich, 1952), OCLC 610729732.
- Chemisch-alchemistische Heilkunde und ihre Auswirkungen. In: Vierteljahrsschrift der Naturforschenden Gesellschaft in Zürich. Band 98, 1953, S. 178–215.
- Vadian als Arzt. Fehr, St. Gallen 1959, OCLC 611899938.